# Виртуальная среда обучения
Виртуальная среда обучения — совокупность технических ресурсов, для дистанционного обучения и контроля успеваемости обучающихся. При этом набор образовательных курсов и последовательность их изучения определяется учебным планом образовательной организации. Виртуальная среда обучения тесно связана и опирается на технологии виртуальной реальности и современные веб-технологии. Виртуальная среда обучения может образовывать виртуальную учебные лаборатории, в которых классический инструментарий моделирования объектов заменён программным, всё это обеспечивает значительную гибкость учебного класса и снижает издержки.
Для учителей, преподавателей, кураторов, которые создают и редактируют образовательный контент, виртуальная среда обучения может использоваться в качестве среды разработки и проектирования. Виртуальная среда обучения уже с 2014 года используется почти всеми высшими учебными заведениями в англоязычном мире, в настоящее время ведущие ВУЗы России так же вводят свои виртуальные среды обучения.

## Компоненты
Виртуальная среда обучения может быть таким одним из классов ообъектов:
1. Авторский программный ресурс с материалами и интерфейсом взаимодействия с учащимися;
2. Программная оболочка для создания вышеописанных ресурсов;
3. Обучающая среда, составленная рядом сетевых ресурсов и соединённая инфраструктурой;
4. Образовательный веб-сайт;
5. Виртуальный учебный класс/аудитория[5].

Учебные платформы виртуальных сред обучения обычно позволяют:
- Управлять образовательным контентом — создание, хранение, доступ и использование учебных ресурсов.
- Составлять учебные планы — планирование уроков, оценка и персонализация учебного процесса
- Взаимодействовать с учащимися и администрировать их действия — управляемый доступ к информации об учащемся, ресурсам и отслеживание прогресса и достижений

Учебная платформа виртуальной среды обучения может включать некоторые или все из следующих элементов:
- Программа курса
- Административная информация о курсе: предварительные требования, контактная информация куратора или преподавателя.
- Доска объявлений для актуальной информации о текущем курсе
- Основное содержание курса — полный курс для приложений дистанционного обучения или его часть, когда он используется как часть обычного курса. Обычно это такие материалы, как конспекты лекций в виде текстов, аудио- или видеопрезентаций, а также вспомогательные визуальные презентации.
- Дополнительные ресурсы, либо интегрированные, либо в виде ссылок на внешние ресурсы.
- Тесты для самооценки, обычно оцениваемые автоматически.
- Формальные функции оценки, такие как экзамены, отправка эссе или презентация проектов.
- Поддержка коммуникаций, включая электронную почту, тематические обсуждения, чаты.
- Ссылки на внешние источники.
- Управление правами доступа для преподавателей, кураторов, вспомогательного персонала курса и студентов.
- Документация и статистика, необходимые для администрирования учебных достижений и контроля качества.
- Инструменты для создания необходимых документов преподавателем.
- Предоставление необходимых гиперссылок для создания единой презентации для учащихся.
- Интерактивная онлайн-доска для живых виртуальных занятий.

Виртуальная среда обучения, обычно не предназначена для конкретного курса или предмета, она способна поддерживать несколько курсов по всему спектру учебных планов, обеспечивая согласованный интерфейс внутри.

## Похожие термины
Компьютеризированные системы обучения часто называют электронными образовательными технологиями, электронным обучением, обучающей платформой или системой управления обучением. Основное различие заключается в том, что виртуальная среда обучения является набором приложений, в то время как обучающая платформа имеет общие характеристики с операционной системой, где на платформе можно запускать различные образовательные приложения.

## Обоснование применения
Учреждения высшего и дополнительного образования используют виртуальную среду обучения чтобы:
- Облегчить обучение между различными филиалами одного ВУЗа.
- Обеспечьте повторное использование общего материала в разных курсах.
- Обеспечить автоматическую интеграцию результатов обучения студентов в информационные системы ВУЗа.
- Обеспечить возможность проведения различных курсов для большого количества студентов.

## Одобрение и критика
Предполагается, что виртуальная среда обучения поддерживает многие навыки 21 века, в том числе:
- Культурная и глобальная осведомлённость: студенты имеют доступ к широкой сети людей и информации.
- Самостоятельная работа: учащиеся могут работать в своём собственном темпе.
- Грамотность в области информационных и коммуникационных технологий: учащиеся используют технологии для получения и представления информации.
- Навыки решения проблем: учащиеся должны продемонстрировать свои знания и навыки, чтобы их можно было оценить, и они часто участвуют в групповом мышлении и обсуждении.
- Тайм-менеджмент: Студенты должны соблюдать сроки.

Как сторонники, так и критики виртуальной среды обучения признают важность развития таких навыков, включая творчество, общение и применение знаний, однако, разногласия заключаются в том, практичны ли виртуальные учебные среды как для учителей, так и для учеников.
Критики высказывают опасения по поводу потенциальной межличностной разобщённости, которая влияет как на учителя, так и на ученика. Идея предлагается на том основании, что виртуальная среда обучения не обеспечивают учащимся непосредственного взаимодействия, что может лишить учащихся возможности для лучшего общения и более глубокого понимания изучаемого предмета. Педагоги также обеспокоены навыками компьютерной грамотности учащихся и доступом к качественным технологиям.